# Trolleybus d'Opava
Le trolleybus d'Opava dessert la ville d'Opava en République tchèque. Ce réseau est exploité par l'entreprise publique  	Městský dopravní podnik Opava.

## Réseau actuel

### Matériel roulant
| Photo | Modèle              | Quantité |
| ----- | ------------------- | -------- |
|       | Škoda 14Tr          | ?        |
|       | Škoda 21Tr          | 1        |
|       | Solaris Trollino 12 | 12       |
|       | Škoda 26Tr Solaris  | 6        |